# Route 97 (Colombie-Britannique)
Pour les articles homonymes, voir Route 97.
La route 97 est une route de la province canadienne de la Colombie-Britannique. Avec 2 081 km (1 293 mi), il s'agit de la plus longue route numérotée continue de la province, et de toutes les provinces canadiennes. Elle s'étend de la frontière canado-américaine près d'Osoyoos au sud à la frontière entre la Colombie-Britannique et le Yukon près de Watson Lake, au nord. La route tire son numéro de la US 97, avec laquelle elle se relie à la frontière internationale. La route est numérotée en 1953.

## Description du tracé

### Route de l'Okanagan
La route de l'Okanagan (Okanagan Highway) est une section de la route 97 entre la frontière internationale et la jonction de la route 97A au nord de Vernon qui s'étend sur 189 km (117 mi) . Elle tire son nom de la région de l'Okanagan, qu'elle traverse en grande partie. Au sud, elle commence au poste-frontière au nord d'Oroville et parcourt 4 km (2 mi) au nord jusqu'à sa jonction avec la route 3 (route Crowsnest) à Osoyoos. La route continue vers le nord sur une distance de 47 km (29 mi), en passant par le glissement de terrain du ruisseau Testalinden et les villes d'Oliver et d'Okanagan Falls. À partir de là, la route 97 passe près de la rive ouest du lac Skaha avant d'arriver à la localité de Kaleden, endroit où la route 3A diverge vers l'ouest.

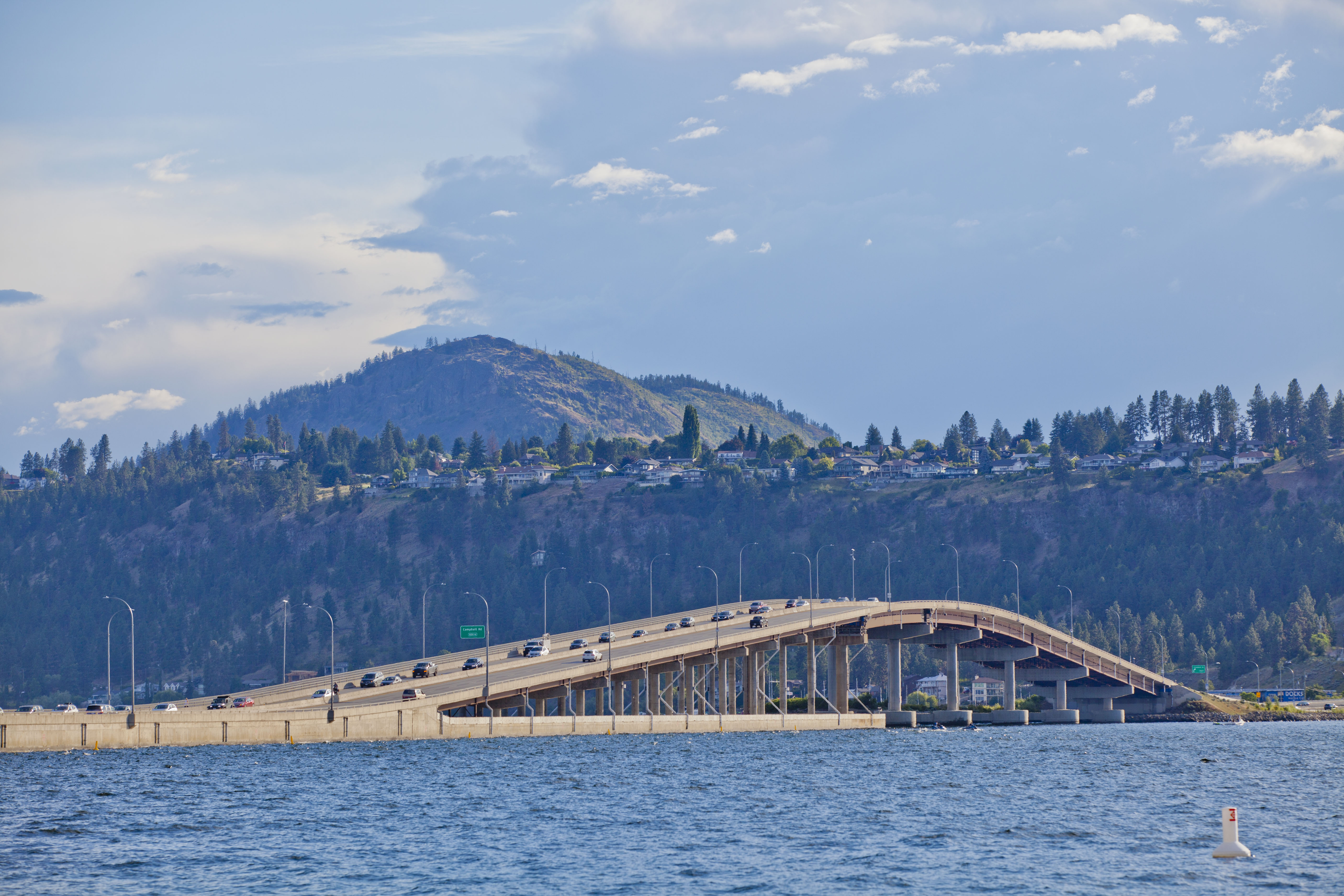
Le pont William R. Bennett, à Kelowna.

Environ 13 km (8 mi) au nord de Kaleden, la route 97 arrive à Penticton. Au nord de Penticton, la route 97 suit la rive ouest du lac Okanagan sur 45 km (28 mi), à travers les communautés de Summerland et de Peachland, avant d'atteindre la route 97C, juste au sud de Westbank. De là, la route passe à travers West Kelowna et les terres de la réserve de la Première nation de Westbank. Environ 15 km (9 mi) au nord-est de la jonction avec la route 97C, la route 97 traverse le lac Okanagan via le pont William R. Bennett. La route entre dans la ville de Kelowna dès son arrivée sur la rive est du lac. Environ 6 km (4 mi) à l'est du centre-ville, la route croise la route 33.

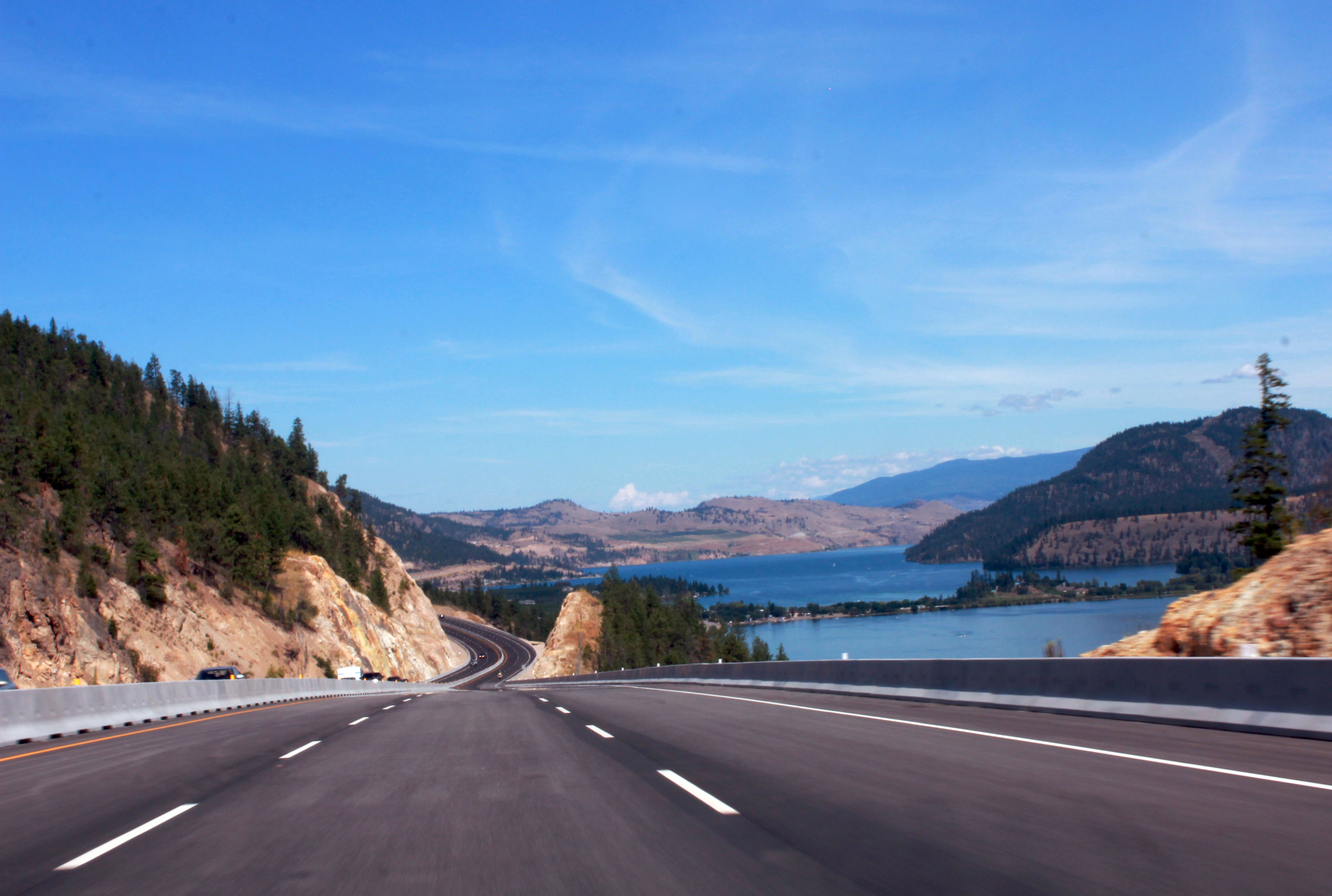
La route 97 à Lake Country.

Environ 4 km (2,5 mi) au nord de la jonction de la route 33, la route 97 quitte la zone urbanisée de Kelowna. Pour les 43 km (27 mi) suivants, la route se déplace quelques kilomètres à l'est du lac Okanagan, en passant par la communauté de Winfield. Avant 2013, l'autoroute longeait la rive ouest du lac Wood jusqu'à Oyama. Un nouveau tronçon de 9 km (6 mi) d'autoroute à quatre voies a été construit et contourne Oyama par le nord-ouest. La section originale de la route longeant la rive ouest du lac Wood est maintenant connue sous le nom de Pelmewash Parkway. Oyama et Winfield sont des hameaux situés dans la municipalité de Lake Country.
La route 97 longe ensuite la rive ouest du lac Kalamalka avant d'entrer dans la ville de Vernon et d'y croiser la route 6 juste au sud du centre-ville. La route se dirige ensuite vers le nord sur une distance de 10 km (6 mi) jusqu'à la jonction avec la route 97A près du lac Swan.

### Tronçon Vernon–Cache Creek
La route 97 continue vers le nord-ouest à partir du croisement de la route 97A sur une distance de 81 km (50 mi), après la ville de Falkland, avant qu'elle ne rejoigne la route 1 (route transcanadienne) à Monte Creek, elle est connue sous le nom de Vernon-Monte Creek Highway. La route forme un multiplex avec la route 1 sur une distance de 105 km (65 mi) vers l'ouest jusqu'à Cache Creek. Les routes 1 et 97 longent la rivière Thompson en passant par Kamloops, ville dans laquelle la route constitue un multiplex de 12 km (7 mi) avec la route 5 et croise la route 5A.

### Cariboo Highway
La section de la route 97 nommée Cariboo Highway est située entre Cache Creek et Prince George sur une distance de 441 km (274 mi) et est nommée en fonction de la région de Cariboo, laquelle elle traverse. Une grande partie de sa longueur jusqu'à Quesnel suit approximativement le tracé de la route Cariboo Wagon originale, également connue sous le nom de Queen's Highway. Le tronçon sud de la route Cariboo Wagon entre Yale et Cache Creek a été coupé à de nombreux endroits par la construction du chemin de fer Canadien Pacifique dans les années 1880. Cette section, qui fait maintenant partie de la route Transcanadienne, a été reconstruite dans les années 1920, lorsque le nom de Cariboo Highway a été donné pour la première fois à la route, de Yale à Prince George.
Actuellement, la désignation de la route Cariboo débute à Cache Creek et e dirige vers le nord sur 11 km (7 mi) jusqu'à sa jonction avec la route 99. Au nord de cette jonction, la route 97 continue sur 92 km (57 mi) et passe par Clinton, endroit où la route commence à suivre sensiblement le parcours du chemin de fer de la Colombie-Britannique. La route traverse ensuite la communauté de 70 Mile House avant d'atteindre la route 24 à 93 Mile House. La section de la route de 30 km (19 mi) entre 70 Mile House et la route 24 a été réaménagée dans un nouvel alignement, sous forme d'autoroute, avec une limite de vitesse de 110 km/h.
Environ 100 km (62 mi) au nord de la route 24, la route 97 traverse 100 Mile House et 150 Mile House avant d'atteindre Williams Lake, où elle croise la route 20. Au cours des 120 km (75 mi) continuant vers le nord, la route traverse le lac McLeese et la ville de Marguerite. En cours de route, la route 97 suit la rive est du fleuve Fraser jusqu'à Quesnel, endroit où elle croise la route 26. Dans les 115 km (71 mi) au nord de Quesnel, après avoir traversé les hameaux de Strathnaver, de Hixon, de Stoner et de Red Rock, la route 97 croise la route 16 à Prince George. Au nord de ce point, la route s'éloigne du fleuve Fraser et du chemin de fer de la Colombie-Britannique.
L'appellation Cariboo Highway s'appliquait à l'origine au tronçon de route entre Hope et Prince George, en passant par le canyon du Fraser et Cache Creek. Construite en 1924-25, la nouvelle route à péage en gravier est inaugurée en 1926, donnant un accès routier aux communautés du canyon devenues inaccessibles depuis la destruction de certaines parties de la route Cariboo par la construction du chemin de fer Canadien Pacifique dans les années 1880. La désignation de la route Cariboo pour la portion du canyon du Fraser a été supplantée par l'achèvement de la route transcanadienne vers 1962. Des portions de l'ancienne route subsistent en tant que rues locales, certaines portant le nom de Old Cariboo Highway (comme à Prince George).

### John Hart Highway

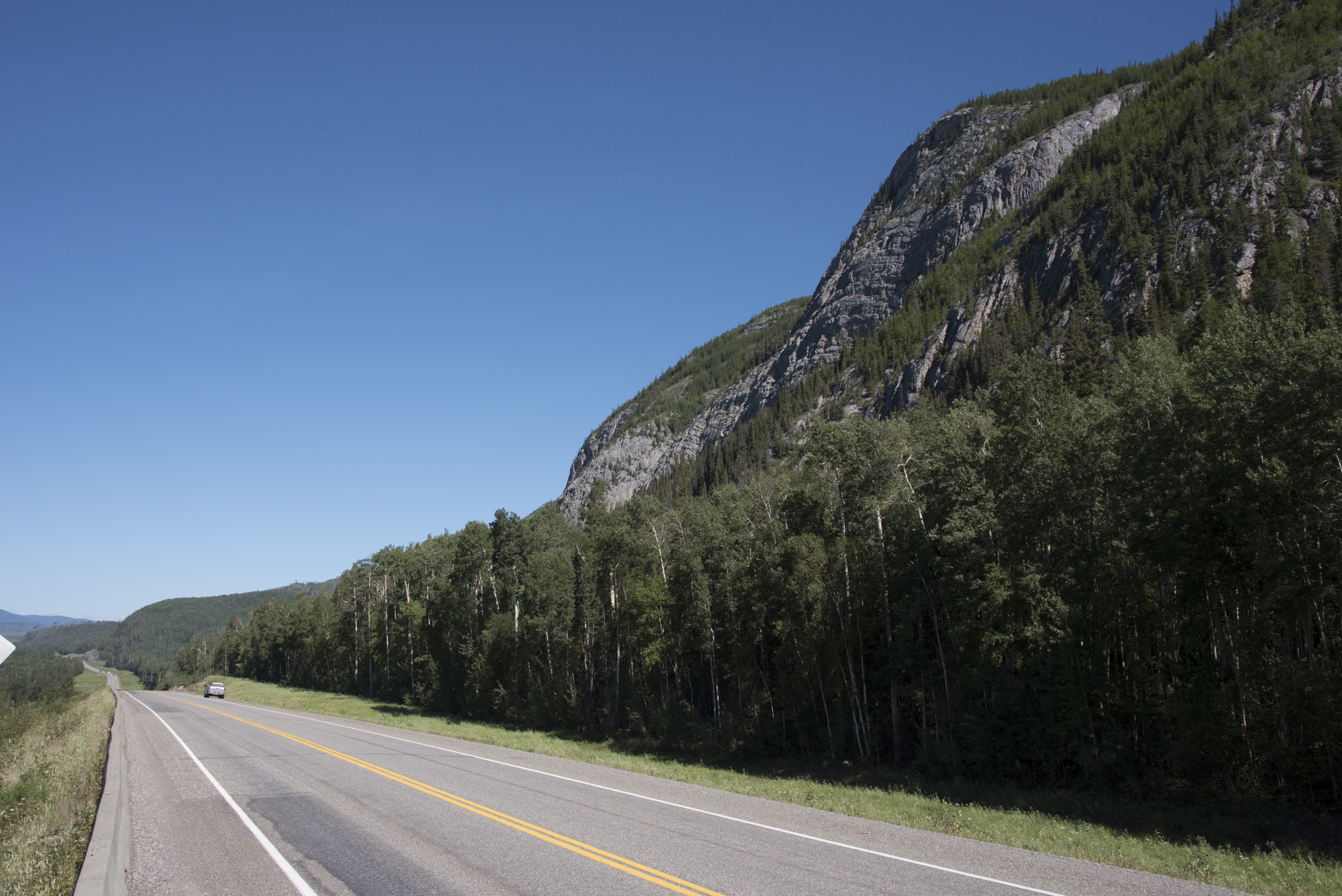
La route 97 (Alaska Highway) près du Parc provincial Stone Mountain avant la rivière Toad.

Cette section de la route 97 d'une longueur de 405 km (252 mi), du nom de l'ancien premier ministre de la Colombie-Britannique John Hart, débute au pont John Hart surplombant la rivière Nechako à Prince George, et se dirige vers le nord sur 152 km (94 mi) à travers le petit hameau de Summit Lake, situé à la ligne de partage des eaux, ainsi qu'à travers le Parc provincial Crooked River, Bear Lake et McLeod Lake, jusqu'à son intersection avec la route 39. Elle se dirige ensuite vers le nord-est sur 150 km (93 mi) au-dessus de la crête des montagnes Rocheuses via le col Pine, auquel point le fuseau horaire passe de l'heure du Pacifique à l'heure des Rocheuses. Après avoir descendu le col Pine, la route suit généralement la rivière Pine vers le nord-est jusqu'au croisement de la route 29 dans la ville de Chetwynd. Après un autre 97 km (60 mi), la John Hart Highway se termine à Dawson Creek.

### Route de l'Alaska

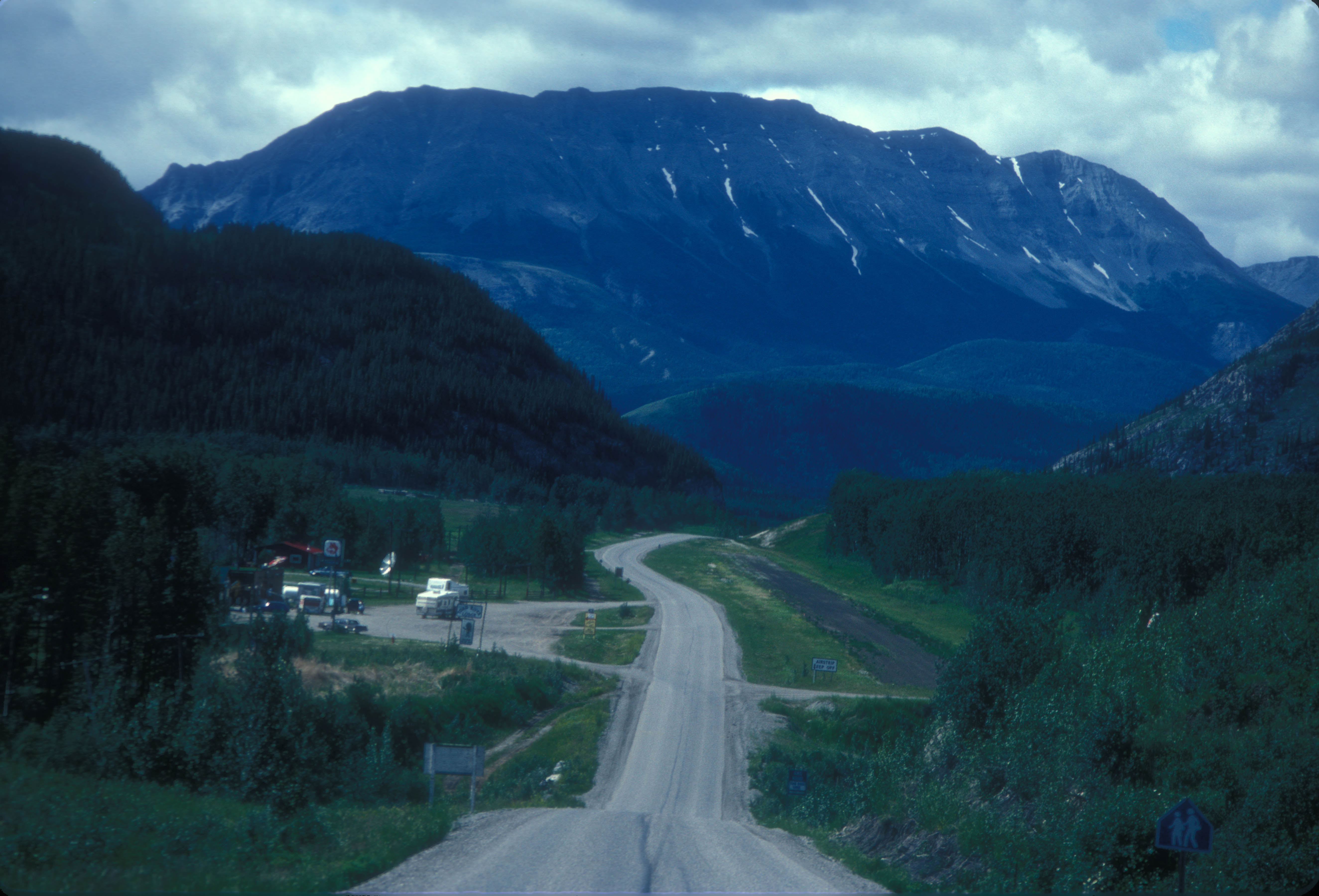
La route 97 entre la rivière Toad et la rivière Racing, dans le nord de la province.

Cette section la plus septentrionale de la route 97, d'une distance de 965 km (600 mi), se dirige vers le nord à travers une nature sauvage en grande partie inhabitée, croisant les communautés de Fort St. John et Fort Nelson, cette dernière étant juste à l'est de la jonction avec la route 77, qui se rend vers le nord jusqu'aux Territoires du Nord-Ouest. Ici, la route se dirige généralement vers le nord-ouest dans une nature sauvage où se trouvent quelques petites localités. En passant sur les montagnes Rocheuses, la route 97 longe la rivière Liard avant de se terminer à la frontière avec le Yukon près de Watson Lake, à partir de où la route de l'Alaska porte le numéro de route 1.

## Intersections majeures
| District régional                                               | Ville                         | km                                           | Sortie | Destinations | Notes |
| --------------------------------------------------------------- | ----------------------------- | -------------------------------------------- | --- | --- | --- |
| Okanagan-Similkameen                                            |                               | 0,00                                         | | US 97 sud – Oroville, Wenatchee                                                                                             | Continue dans l'État de Washington                                                                                          |
| Okanagan-Similkameen                                            | Frontière canado-américaine   | 0,00                                         | | | |
| Okanagan-Similkameen                                            | Osoyoos                       | 4,50                                         | | BC-3 (Route Crowsnest) – Grand Forks, Castlegar, Hope, Vancouver                                                            | |
| Okanagan-Similkameen                                            |                               | 51,67                                        | | BC-3A ouest – Keremeos, Vancouver                                                                                           | Terminus est de la BC-3A |
| Central Okanagan                                                | Limite Peachland–West Kelowna | 109,01                                       | | BC-97C ouest (Okanagan Connector) – Merritt, Kamloops, Vancouver                                                            | Terminus est de la BC-97C; échangeur                                                                                        |
| Central Okanagan                                                | West Kelowna                  | 111,14                                       | | Glenrosa Road | Échangeur |
| Central Okanagan                                                | West Kelowna                  | 112,48–113,83                                | Rues à sens unique à Westbank                                                                                               | Rues à sens unique à Westbank                                                                                               | Rues à sens unique à Westbank                                                                                               |
| Central Okanagan                                                | West Kelowna                  | 119,81                                       | | Hudson Road / Westside Road                                                                                                 | Échangeur |
| Central Okanagan                                                | West Kelowna                  | 124,33                                       | | Campbell Road | Échangeur |
| Lac Okanagan                                                    | Lac Okanagan                  | 124,74–125,81                                | Pont William R. Bennett | Pont William R. Bennett | Pont William R. Bennett |
| Central Okanagan                                                | Kelowna                       | 132,36                                       | | BC-33 sud – Big White, Rock Creek                                                                                           | Terminus nord de la BC-33                                                                                                   |
| Central Okanagan                                                | Kelowna                       | 138,19                                       | | John Hindle Drive – UBC Okanagan                                                                                            | Sortie direction nord, entrée direction sud                                                                                 |
| Central Okanagan                                                | Kelowna                       | 139,08                                       | | University Way – UBC Okanagan                                                                                               | Pas de sortie en direction nord                                                                                             |
| Central Okanagan                                                | Kelowna                       | 140,31                                       | | Airport Way – Aéroport | |
| Central Okanagan                                                | Lake Country                  | 152,67                                       | | Pelmewash Parkway | Sortie direction nord, entrée direction sud                                                                                 |
| Central Okanagan                                                | Lake Country                  | 160,51                                       | | Pelmewash Parkway / Gatzke Road                                                                                             | Échangeur |
| North Okanagan                                                  | Vernon                        | 179,34                                       | | BC-6 est (25th Avenue) – Lumby, Nelson                                                                                      | Terminus ouest de la BC-6                                                                                                   |
| North Okanagan                                                  | Vernon                        | 183,02                                       | | 27th Street | Sortie direction sud, entrée direction nord                                                                                 |
| North Okanagan                                                  | Spallumcheen                  | 188,97                                       | | BC-97A nord – Salmon Arm, Sicamous                                                                                          | Terminus sud de la BC-97A; terminus nord de la Route de l'Okanagan; terminus sud de la Vernon-Monte Creek Highway           |
| Thompson-Nicola                                                 | Monte Creek                   | 269,71                                       | 399 | BC-1 est – Salmon Arm | Terminus sud du multiplex avec la BC-1; terminus nord de la Vernon-Monte Creek Highway; numéros de sortie de la BC-1        |
| Thompson-Nicola                                                 |                               | 271,74                                       | 397 | Hook Road | Numéro de sortie en direction nord                                                                                          |
| Thompson-Nicola                                                 | 396                           | 271,74                                       | Numéro de sortie en direction sud                                                                                           | Hook Road | |
| Thompson-Nicola                                                 | Kamloops                      | 278,29                                       | 391 | Lafarge Road | Numéro de sortie en direction nord                                                                                          |
| Thompson-Nicola                                                 | Kamloops                      | 278,29                                       | 390 | Lafarge Road | Numéro de sortie en direction sud                                                                                           |
| Thompson-Nicola                                                 | Kamloops                      | 281,98                                       | 388 | Kokanee Way | |
| Thompson-Nicola                                                 | Kamloops                      | 286,65                                       | 384 | Kipp Road / Dallas Drive / Barnhartvale Road                                                                                | |
| Thompson-Nicola                                                 | Kamloops                      | 287,05                                       | 384 | Kipp Road / Dallas Drive / Barnhartvale Road                                                                                | |
| Thompson-Nicola                                                 | Kamloops                      | 295,26                                       | 375 | Battle Street – Centre-ville                                                                                                | Pas de sortie en direction sud                                                                                              |
| Thompson-Nicola                                                 | Kamloops                      | 295,71                                       | 374 | BC-5 nord – Sun Peaks, Jasper                                                                                               | Terminus sud du multiplex avec la BC-5                                                                                      |
| Thompson-Nicola                                                 | Kamloops                      | 299,20                                       | 370 | Summit Drive – Centre-ville                                                                                                 | Sortie direction nord, entrée direction sud                                                                                 |
| Thompson-Nicola                                                 | Kamloops                      | 300,13                                       | 369 | Columbia Street – Centre-ville                                                                                              | Sortie direction sud, entrée direction nord                                                                                 |
| Thompson-Nicola                                                 | Kamloops                      | 301,08                                       | 368 | BC-5A sud / Hillside Way – Merritt                                                                                          | Terminus nord de la BC-5A                                                                                                   |
| Thompson-Nicola                                                 | Kamloops                      | 301,87                                       | 367 | Pacific Way | |
| Thompson-Nicola                                                 | Kamloops                      | 303,55                                       | 366 | Copperhead Drive / Lac Le Jeune Road                                                                                        | |
| Thompson-Nicola                                                 | Kamloops                      | 307,78                                       | 362v | BC-5 sud (Coquihalla Highwway) vers BC-97D / BC-97C – Logan Lake, Merritt, Kelowna, Hope, Vancouver                         | Terminus nord du multiplex avec la BC-5                                                                                     |
| Thompson-Nicola                                                 | Savona                        | 343,74                                       | Pont Savona (Pont Kamloops Lake) au-dessus de la rivière Thompson                                                           | Pont Savona (Pont Kamloops Lake) au-dessus de la rivière Thompson                                                           | Pont Savona (Pont Kamloops Lake) au-dessus de la rivière Thompson                                                           |
| Thompson-Nicola                                                 | Cache Creek                   | 379,77                                       | | BC-1 ouest – Hope, Vancouver                                                                                                | Terminus nord du multiplex avec la BC-1; terminus sud de la Cariboo Highway                                                 |
| Thompson-Nicola                                                 |                               | 390,79                                       | | BC-99 sud – Lillooet, Pemberton                                                                                             | Terminus nord de la BC-99                                                                                                   |
| Cariboo                                                         |                               | 483,10                                       | | BC-24 est – Lone Butte, Bridge Lake, Little Fort                                                                            | Terminus ouest de la BC-24                                                                                                  |
| Cariboo                                                         | Williams Lake                 | 582,63                                       | | BC-20 ouest / Oliver Street – Centre-ville, Alexis Creek, Bella Coola                                                       | Terminus ouest de la BC-24                                                                                                  |
| Cariboo                                                         | Quesnel                       | 699,43                                       | | Northstar Road | Échangeur |
| Cariboo                                                         | Quesnel                       | 700,22                                       | Pont Quesnel au-dessus de la rivière Quesnel                                                                                | Pont Quesnel au-dessus de la rivière Quesnel                                                                                | Pont Quesnel au-dessus de la rivière Quesnel                                                                                |
| Cariboo                                                         | Quesnel                       | 706,93                                       | | BC-26 est – Wells, Barkerville                                                                                              | Terminus ouest de la BC-26                                                                                                  |
| Fraser-Fort George                                              |                               | 809,32                                       | | Old Cariboo Highway vers BC-16 – Aéroport, McBride, Jasper                                                                  | |
| Fraser-Fort George                                              | Prince George                 | 819,42                                       | Pont Simon Fraser au-dessus du fleuve Fraser                                                                                | Pont Simon Fraser au-dessus du fleuve Fraser                                                                                | Pont Simon Fraser au-dessus du fleuve Fraser                                                                                |
| Fraser-Fort George                                              | Prince George                 | 819,72                                       | | Queensway / Ferry Avenue | Échangeur |
| Fraser-Fort George                                              | Prince George                 | 821,04                                       | | BC-16 – Terrace, Prince Rupert, Jasper, Edmonton                                                                            | |
| Fraser-Fort George                                              | Prince George                 | 821,74                                       | | Massey Drive / Pine Centre Road                                                                                             | Échangeur |
| Fraser-Fort George                                              | Prince George                 | 824,77                                       | John Hart Bridge au-dessus de la rivière Nechako; Terminus nord de la Cariboo Highway; terminus sud de la John Hart Highway | John Hart Bridge au-dessus de la rivière Nechako; Terminus nord de la Cariboo Highway; terminus sud de la John Hart Highway | John Hart Bridge au-dessus de la rivière Nechako; Terminus nord de la Cariboo Highway; terminus sud de la John Hart Highway |
| Fraser-Fort George                                              | Prince George                 | 825,32                                       | | North Nechako Road | Échangeur |
| Fraser-Fort George                                              |                               | 977,42                                       | | BC-39 nord – Mackenzie | Terminus sud de la BC-39 |
| Limite Fraser-Fort George–Peace River                           |                               | 1 015,72                                     | Col Pine – 933 m (3 061 pi)                                                                                                 | Col Pine – 933 m (3 061 pi)                                                                                                 | Col Pine – 933 m (3 061 pi)                                                                                                 |
| Peace River                                                     | Chetwynd                      | 1 125,54                                     | | BC-29 nord – Hudson's Hope, Fort St. John                                                                                   | Terminus sud du multiplex avec la BC-29                                                                                     |
| Peace River                                                     |                               | 1 128,46                                     | | BC-29 sud – Tumbler Ridge                                                                                                   | Terminus nord du multiplex avec la BC-29                                                                                    |
| Peace River                                                     | 1 205,75                      |                                              | BC-52 sud – Tumbler Ridge                                                                                                   | Terminus nord de la BC-52                                                                                                   | |
| Peace River                                                     | Dawson Creek                  | 1 225,37                                     | t | BC-2 sud – Centre-ville, Grande Prairie, Edmonton                                                                           | Terminus nord de la BC-2; terminus nord de la John Hart Highway; terminus sud de la Route de l'Alaska                       |
| Peace River                                                     |                               | 1 257,17                                     | Pont Kiskatinaw au-dessus de la rivière Kiskatinaw                                                                          | Pont Kiskatinaw au-dessus de la rivière Kiskatinaw                                                                          | Pont Kiskatinaw au-dessus de la rivière Kiskatinaw                                                                          |
| Peace River                                                     | Taylor                        | 1 279,00                                     | Pont Taylor au-dessus de la rivière de la Paix                                                                              | Pont Taylor au-dessus de la rivière de la Paix                                                                              | Pont Taylor au-dessus de la rivière de la Paix                                                                              |
| Peace River                                                     |                               | 1 309,56                                     | | BC-29 sud – Hudson's Hope, Chetwynd                                                                                         | Terminus nord de la BC-29                                                                                                   |
| Northern Rockies                                                |                               | 1 706,52                                     | | BC-77 nord (Liard Highway) – Fort Liard, Fort Simpson                                                                       | Terminus sud de la BC-77 |
| Northern Rockies                                                | 1 819,57                      | Col Summit – 1 267 m (4 157 pi)              | Col Summit – 1 267 m (4 157 pi)                                                                                             | Col Summit – 1 267 m (4 157 pi)                                                                                             | |
| Northern Rockies                                                | 1 985,48                      | Pont Liard au-dessus de la rivière Liard     | Pont Liard au-dessus de la rivière Liard                                                                                    | Pont Liard au-dessus de la rivière Liard                                                                                    | |
| Northern Rockies                                                | 2 045,67                      | Pont Coal River au-dessus de la rivière Coal | Pont Coal River au-dessus de la rivière Coal                                                                                | Pont Coal River au-dessus de la rivière Coal                                                                                | |
| Non-organisé                                                    |                               | 2 128,10                                     | Frontière du Yukon; la route demeure BC-97                                                                                  | Frontière du Yukon; la route demeure BC-97                                                                                  | Frontière du Yukon; la route demeure BC-97                                                                                  |
| Non-organisé                                                    | 2 129,30                      | Frontière de la Colombie-Britannique         | Frontière de la Colombie-Britannique                                                                                        | Frontière de la Colombie-Britannique                                                                                        | |
| Non-organisé                                                    | 2 132,00                      | Frontière du Yukon; la route demeure BC-97   | Frontière du Yukon; la route demeure BC-97                                                                                  | Frontière du Yukon; la route demeure BC-97                                                                                  | |
| Non-organisé                                                    | 2 140,40                      | Frontière de la Colombie-Britannique         | Frontière de la Colombie-Britannique                                                                                        | Frontière de la Colombie-Britannique                                                                                        | |
| Non-organisé                                                    | 2 142,20                      | Frontière du Yukon; la route demeure BC-97   | Frontière du Yukon; la route demeure BC-97                                                                                  | Frontière du Yukon; la route demeure BC-97                                                                                  | |
| Non-organisé                                                    | 2 144,60                      | Frontière de la Colombie-Britannique         | Frontière de la Colombie-Britannique                                                                                        | Frontière de la Colombie-Britannique                                                                                        | |
| Non-organisé (Région Stikine)                                   |                               | 2 159,23                                     | Pont Hyland au-dessus de la rivière Hyland                                                                                  | Pont Hyland au-dessus de la rivière Hyland                                                                                  | Pont Hyland au-dessus de la rivière Hyland                                                                                  |
| Non-organisé (Région Stikine)                                   | 2 189,47                      |                                              | Route 1 ouest (Route de l'Alaska) – Watson Lake, Whitehorse                                                                 | Continue au Yukon | |
| - Terminus de multiplex - Accès incomplet - Transition de route |                               |                                              | | | |